# Vincent Couzigou
Vincent Couzigou, né le 11 février 1994 à Marmande, est un joueur de basket-ball évoluant dans le club de Élan béarnais Pau-Lacq-Orthez.

## Biographie
Formé au centre de formation de l'Élan béarnais Pau-Lacq-Orthez, il joue ses premiers matchs en équipe première, deux sur l'ensemble de la saison, lors de la saison 2012-2013 de Pro B.
Son adresse longue distance phénoménale et son aisance à jouer les " un-contre-un " écoeurent les défenses adverses.